# تشارلز ريتشاردز
تشارلز ريتشاردز (بالإنجليزية: Aubrey Richards)‏ (و. 1920 – 2000 م) هو ممثل من المملكة المتحدة، وويلز، والمملكة المتحدة لبريطانيا العظمى وأيرلندا، ولد في سوانزي، توفي عن عمر يناهز 80 عاماً.

## وصلات خارجية
- تشارلز ريتشاردز على موقع IMDb (الإنجليزية)
- تشارلز ريتشاردز على موقع ديسكوغز (الإنجليزية)
- تشارلز ريتشاردز على موقع قاعدة بيانات الفيلم (الإنجليزية)

- تشارلز ريتشاردز في قاعدة بيانات الأفلام على الإنترنت